# Campeonato Mundial de Natação em Piscina Curta de 2010 - Revezamento 4x200 m livre feminino
A prova dos 4x200 metros livre  feminino do Campeonato Mundial de Natação em Piscina Curta de 2010 foi disputado em  15 de dezembro em Dubai nos Emirados Árabes Unidos.

## Recordes
Antes desta competição, os recordes mundiais e do campeonato nesta prova eram os seguintes:
|       | Nacionalidade | Atletas                                                                                                  | Tempo (minuto) | Local      | Data               |
| ----- | ------------- | --- | -------------- | ---------- | ------------------ |
| WR CR | Países Baixos | Inge Dekker (1:55.36) Femke Heemskerk (1:53.44) Marleen Veldhuis (1:54.17) Ranomi Kromowidjojo (1:55.93) | 7:38.90        | Manchester | 9 de abril de 2008 |

## Medalhistas
| Ouro                                                 | Prata                                                                  | Bronze                                                                             |
| China · Chen Qian · Tang Yi · Liu Jing · Zhu Qianwei | Austrália · Blair Evans · Jade Neilsen · Kelly Stubbins · Kylie Palmer | França · Camille Muffat · Coralie Balmy · Mylène Lazare · Ophélie-Cyrielle Étienne |

## Resultados

### Eliminatórias
As eliminatórias ocorreram dia 18 de dezembro. Oito nações num total de 13 se classificaram  para a final. 
| Colocação | Bateria | Raia | Nacionalidade  | Nome | Tempo   | Notas |
| --------- | ------- | ---- | -------------- | --- | ------- | ----- |
| 1         | 2       | 5    | Estados Unidos | Missy Franklin (1:55.65) Dagny Knutson (1:55.13) Jasmine Tosky (1:56.60) Katie Hoff (1:53.25)                                   | 7:40.63 | Q     |
| 2         | 1       | 4    | Austrália      | Blair Evans (1.55.59) Jade Neilsen (1.55.59) Kelly Stubbins (1.56.52) Kylie Palmer (1.53.22)                                    | 7:40.92 | Q     |
| 3         | 1       | 6    | China          | Pang Jiaying (1:55.65) Wang Shijia (1:57.38) Chen Qian (1:54.17) Zhu Qianwei (1:53.90)                                          | 7:41.10 | Q     |
| 4         | 2       | 2    | França         | Ophélie Etienne (1:55.77) Coralie Balmy (1:55.28) Mylène Lazare (1:56.44) Camille Muffat (1:55.69)                              | 7:43.18 | Q     |
| 5         | 1       | 2    | Hungria        | Katinka Hosszú (1:57.44) Ágnes Mutina (1:55.47) Eszter Dara (1:58.47) Evelyn Verrasztó (1:54.95)                                | 7:46.33 | Q     |
| 6         | 2       | 4    | Suécia         | Gabriella Fagundez (1:55.98) Ida Varga (1:56.22) Michelle Coleman (1:59.51) Sarah Sjöström (1:57.54)                            | 7:49.25 | Q     |
| 7         | 2       | 7    | Itália         | Chiara Luccetti (1:57.98) Alice Nesti (1:57.43) Francesca Segat (1:57.47) Renata Spagnolo (1:56.54)                             | 7:49.42 | Q     |
| 8         | 2       | 3    | Rússia         | Elena Sokolova (1:59.02) Victoria Malyutina (1:58.10) Daria Belyakina (1:57.00) Veronika Popova (1:56.02)                       | 7:50.14 | Q     |
| 9         | 1       | 5    | Canadá         | Alexandra Gabor (1:59.13) Sinead Russell (1:59.07) Amanda Reason (1:58.08) Genevieve Saumur (1:56.40)                           | 7:52.68 |       |
| 10        | 1       | 3    | Taipé Chinesa  | Cheng Wan-Jung (2:06.58) Chen I-Chuan (2:10.36) Chen Ting (2:04.40) Ting Sheng-Yo (2:03.66)                                     | 8:25.00 |       |
| 11        | 2       | 1    | Peru           | Daniela Kaori Miyahara (2:07.61) Massie Milagros Carrillo (2:10.97) Oriele Alejandra Espinoza (2:08.19) Andrea Cedron (2:06.45) | 8:33.22 |       |
| 12        | 2       | 6    | Macau          | Ma Cheok Mei (2:09.99) Tan Chi Yan (2:15.83) Lou Wai Sam (2:15.58) Vong Erica Man Wai (2:14.82)                                 | 8:56.22 |       |
| -         | 1       | 7    | Malta          | Talisa Pace (2:11.56) Davina Mangion Melinda Sue Micallef Nicola Muscat                                                         | DSQ     |       |

### Final
A final teve sua disputa realizada em 15 de dezembro.
| Colocação         | Raia | Nacionalidade  | Nome | Tempo   | Notas          |
| ----------------- | ---- | -------------- | --- | ------- | -------------- |
| Medalha de ouro   | 3    | China          | Chen Qian (1.54.73) Tang Yi (1.53.54) Liu Jing (1.53.59) Zhu Qianwei (1.54.08)                            | 7:35.94 | WR, AS, NR, CR |
| Medalha de prata  | 5    | Austrália      | Blair Evans (1:54.87) Jade Neilsen (1:54.87) Kelly Stubbins (1:55.41) Kylie Palmer (1:52.42)              | 7:37.57 | OC, NR         |
| Medalha de bronze | 6    | França         | Camille Muffat (1:53.17) CR Coralie Balmy (1:53.71) Mylène Lazare (1:56.24) Ophélie Etienne (1:55.21)     | 7:38.33 | EU, NR         |
| 4                 | 4    | Estados Unidos | Katie Hoff (1:53.37) Dagny Knutson (1:56.15) Missy Franklin (1:55.30) Dana Vollmer (1:53.60)              | 7:38.42 | AS, NR         |
| 5                 | 7    | Suécia         | Gabriella Fagundez (1:56.42) Sarah Sjöström (1:54.88) Ida Varga (1:55.31) Petra Granlund (1:55.30)        | 7:41.91 |                |
| 6                 | 1    | Itália         | Renata Spagnolo (1:57.60) Alice Nesti (1:58.20) Federica Pellegrini (1:54.70) Chiara Luccetti (1:56.30)   | 7:46.80 |                |
| 7                 | 2    | Hungria        | Evelyn Verrasztó (1:55.23) Ágnes Mutina (1:55.76) Katinka Hosszú (1:58.20) Eszter Dara (1:58.51)          | 7:47.70 |                |
| 8                 | 8    | Rússia         | Veronika Popova (1:57.69) Daria Belyakina (1:56.55) Victoria Malyutina (1:57.95) Elena Sokolova (1:56.78) | 7:48.97 |                |

Legenda
| Recorde mundial       | Recorde mundial (World record)               |                       | Recorde africano                      | Recorde africano (African) |                                           | Q | Classificado por posição (Qualified) |
| Recorde do campeonato | Recorde do campeonato (Championship record)  | Recorde da América    | Recorde da América (Americas)         | q                          | Classificado por melhor tempo (Qualified) |   |                                      |
| Melhor marca do ano   | Melhor marca do ano (World leading)          | Recorde asiático      | Recorde asiático (Asian)              | DNS                        | Não largou (Did not start)                |   |                                      |
| Recorde nacional      | Recorde nacional (National record)           | Recorde europeu       | Recorde europeu (European)            | DNF                        | Não terminou (Did not finish)             |   |                                      |
| Recorde pessoal       | Recorde pessoal do atleta (Personal best)    | Recorde da Oceania    | Recorde da Oceania (Oceania)          | DSQ / DQ                   | Desclassificado (Disqualified)            |   |                                      |
| Recorde da temporada  | Recorde da temporada do atleta (Season best) | Recorde sul-americano | Recorde sul-americano (South America) | NM                         | Sem marca (No mark)                       |   |                                      |